# 정기용
정기용(鄭奇鎔, 1945년 8월 4일~2011년 3월 11일)은 대한민국의 건축가이다. 무주 프로젝트, 기적의 도서관, 노무현 전 대통령 봉하마을 사저, 진주동명중 진주동명고등학교 등을 설계했다.

## 생애 및 경력
정기용은 1945년 충북 영동군에서 출생했다. 호는 환천(幻天)이다. 1964년 서울대학교 미술대학 응용미술과에 입학하여 1971년에 동 대학원 공예과를 졸업하였다. 당시 서울대 미대 학장이었던 조각가 김세중과의 친분으로 1년간 강의를 나온 김수근을 통해 처음 '건축'을 접하게 되었고 19세기 영국의 작가이자 건축가인 윌리엄 모리스의 자서전을 읽으며 건축을 공부하기로 마음을 굳혔다.
이에 1972년 프랑스로 유학, 1975년까지 파리 국립 장식 미술학교 실내건축과에서 수학했으며 1978년에 파리 제6대학교 건축과를 졸업하고 프랑스 정부 공인 건축사 자격을 취득했다. 이후 1985년까지 파리에서 건축 및 인테리어 사무실을 운영하였으며 도중에 파리 제8대학교 도시계획과에서도 수학하였다.
프랑스 유학 중이던 그는 1978년 잠시 귀국하였다가 초가지붕을 뜯어내고 슬레이트 지붕으로 바꾸는 모습에 엄청난 충격을 받아 "새마을운동은 삶과 역사를 부정하게 만든 문화적 학살"이라고 정의하였다. 이후 농촌 경제와 문화를 공부하고 흙집 기술을 익히기 시작하였다. 그리하여 1985년 충남 예산군 구억마을의 장인 장순옹 옹에게서 흙 건축을 사사했다.
1985년에 완전히 귀국하여 홍익대학교 앞에 기용건축연구소를 설립하였다. 이후 기용건축사무소는 창조건축, 두정건축과 통합하고 여의도, 구기동, 평창동으로 옮겨다니다가 1998년 종로구 명륜동에 '기용건축 건축사 사무소'로 정착하였다.
귀국 이후 "건축은 삶을 조직화하는 것"이라는 철학 아래 자연 환경과 주민의 본래 삶을 거스르지 않는 흙의 철학으로 짓는다는 의도를 가지고 여러 프로젝트들을 시작하였다.
1986년 귀국 후 처음 설계를 맡은 을지로입구의 구 서울투자금융 사옥(현 SK네트웍스빌딩)의 '하늘정원'은 그런 그의 생각을 반영하는 것으로, 도심 한복판에 자리잡은 20층짜리 건물의 중간 10층 전체를 시민 누구나 드나들 수 있는 쉼터와 예술공간으로 만들었다.
이후 다수 공공 프로젝트에도 참여하였다. 대표적으로는 1996년부터 2008년까지 약 10여년 간 걸쳐 구축된 무주 공공 프로젝트가 있는데, 자연 상태의 등나무를 활용한 '무주등나무운동장'과 천문대를 설치한 '부남면사무소', 그리고 마을의 노인들에게 가장 필요했던 공중 목욕탕을 면사무소 내에 들인 '안성면민의 집' 등이 알려져있다. 또한 2003년부터 2011년까지 참여한 MBC 느낌표 프로젝트에서는 '기적의 도서관'(순천, 진해, 제주, 서귀포, 정읍, 김해)이라는 여섯 개의 어린이도서관을 설계하였다. 그 중 정읍기적의도서관을 설계하면서는 "건축가가 한 일은 원래 거기 있었던 사람들의 요구를 공간으로 번역한 것이지 그 땅에 없던 뭔가를 새로 창조한 것이 아니다"라는 말을 남겼다. 그 밖에 2007년에 고 노무현 대통령의 봉하마을 사저를 준공하였고, 2010년 개관한 '박경리 문학의 집' 등을 설계하였다.
1992년부터 1994년까지 민족건축인협의회 회장을 맡았으며 1999년부터 2003년까지는 문화연대 공간 환경위원회 위원장을 맡았다. 또한 2002년부터 2005년 사이에는 민주화운동기념사업회 분과위원을 맡았고 2003년부터 2008년까지는 문화연대 공동대표를 맡기도 하였다.
2004년 베니스 비엔날레 국제건축전에서는 한국관 커미셔너로도 활동하였으며, 2005년에는 문화재청 사적분과 문화재위원을 맡았다.
그러는 동안 후학 양성을 위해 서울대학교, 성균관대학교, 한국예술종합학교, 한양대학교 건축학과에 지속적으로 출강하였으며
2008년부터는 성균관대학교 건축학과 석좌초빙교수로 부임하였다.
2000년 교보환경문화상 최우수상을 받았으며, 2004년 서귀포시 칠십리 건축상‧제주시 건축상‧순천시 건축상을 받았다. 2007년에는 국민훈장 석류장을 받았다.
2011년 3월 11일, 본인의 추모전을 5일 앞두고 지병인 대장암으로 종로구 명륜동 자택에서 타계하였다. 가족에는 부인과 아들이 있다.
2012년 3월 8일에 고인의 삶의 철학과 그의 마지막 여정을 담은 다큐멘터리 영화 말하는 건축가(각본/감독 정재은)가 개봉되었다.

## 저서
- 2005년 12월 1일 승효상, 정기용, 조성룡, 김인철, 김영섭, 민현식, 이종호, 김준성, 김종규, 이일훈, 김영준 《건축이란 무엇인가 - 우리 시대 건축가 열한 명의 성찰과 사유》, 열화당, ISBN 978-89-301-0171-4
- 2008년 2월 25일 《서울이야기》, 현실문화, ISBN 978-89-92214-43-8
- 2008년 8월 25일 《사람 건축 도시》, 현실문화, ISBN 978-89-92214-42-1
- 2008년 10월 15일 《감응의 건축》, 현실문화, ISBN 978-89-92214-62-9
- 2010년 11월 20일 《기적의 도서관》, 현실문화, ISBN 978-89-65640-02-8
- 2010년 11월 20일 《기억의 풍경》, 현실문화, ISBN 978-89-65640-01-1
- 2012년 5월 25일 이상림 , 나승문, 이세나, 정기용, 박유진, 조병수, 최삼영, 전시형, 김영옥, 임진우, 김용미, 정양희, 최신현, 김종수, 김종훈, 이길임, 전진삼. 《건축가가 말하는 건축가》. 부키. 222쪽. ISBN 89-6051-163-3.

## 기록물 및 회고전
- 2010년 11월 12일 ~ 2011년 1월 30일 정기용 회고전 《감응, 정기용 건축, 풍토 풍경과의 대화》, 일민미술관
- 2011년 3월 16일 ~ 2011년 3월 21일 정기용 추모전 《2011년 봄, 정기용을 응원하다》, 북촌미술관[7]
- 2011년 7월 27일 《정기용 건축 작품집》, 현실문화연구, ISBN 978-89-65640-22-6
- 2012년 3월 8일 다큐멘터리 영화 《말하는 건축가》 (감독 정재은), 출연 : 정기용 (본인 역)
- 2013년 2월 28일 ~ 2013년 12월 29일 《그림일기: 정기용 건축 아카이브》, 국립현대미술관 과천관[9][10]